# Кавтарадзе, Юрий Сергеевич
Ю́рий Серге́евич Кавтара́дзе (12 февраля 1923 — 5 апреля 1979) — советский и грузинский кинорежиссёр и сценарист.

## Биография
В 1946—1948 годах учился на живописном факультете Грузинской Академии художеств, затем — на художественном факультете ВГИКа.
Окончил режиссёрский факультет ВГИКа (1956, мастерская С.А. Герасимова и Т.Ф. Макаровой).
С 1939 года — актёр Тбилисского ТЮЗа.
В годы войны — военный следователь, начальник штаба партизанского отряда имени Николая Щорса, командир особой группы по борьбе с бандитизмом.
После демобилизации — художник различных тбилисских газет и журналов. Работал на ТВ (Экран).

## Фильмография

### Режиссёрские работы
- 1961 — Костры горят
- 1966 — Игра без ничьей
- 1974 — Совесть
- 1976 — Опровержение

### Сценарии
- 1966 — Игра без ничьей
- 1974 — Совесть
- 1976 — Опровержение
- 1980 — В начале славных дел
- 1980 — Юность Петра